# Arctia auripennis
Arctia auripennis är en fjärilsart som beskrevs av Butler 1881. Arctia auripennis ingår i släktet Arctia och familjen björnspinnare. Inga underarter finns listade i Catalogue of Life.